# Giải FFCC cho kịch bản hay nhất
Giải FFCC cho kịch bản hay nhất là một trong các giải của FFCC dành cho kịch bản phim, được bầu chọn là hay nhất. Giải này được lập từ năm 1996.

## Các phim & người đoạt giải

### Thập niên 1990
| Năm  | Phim                | Người biên soạn                 | Nguồn                        |
| ---- | ------------------- | ------------------------------- | ---------------------------- |
| 1996 | Fargo               | Ethan & Joel Coen               | Ethan & Joel Coen            |
| 1997 | L.A. Confidential   | Curtis Hanson & Brian Helgeland | tiểu thuyết của James Ellroy |
| 1998 | Shakespeare in Love | Marc Norman & Tom Stoppard      | Marc Norman & Tom Stoppard   |
| 1999 | Election            | Alexander Payne & Jim Taylor    | tiểu thuyết của Tom Perrotta |

### Thập niên 2000
| Năm  | Phim                | Người biên soạn               | Nguồn                           |
| ---- | ------------------- | ----------------------------- | ------------------------------- |
| 2000 | State and Main      | David Mamet                   | David Mamet                     |
| 2001 | Memento             | Christopher Nolan             | truyện ngắn của Jonathan Nolan  |
| 2002 | Adaptation.         | Charlie & Donald Kaufman      | sách của Susan Orlean           |
| 2003 | Lost in Translation | Sofia Coppola                 | Sofia Coppola                   |
| 2004 | Sideways            | Alexander Payne & Jim Taylor  | tiểu thuyết của Rex Pickett     |
| 2005 | Brokeback Mountain  | Larry McMurtry & Diana Ossana | truyện ngắn của E. Annie Proulx |
| 2006 | The Departed        | William Monahan               | phim của Andrew Lau & Alan Mak  |
| 2007 | Juno                | Diablo Cody                   | Diablo Cody                     |
| 2008 | Slumdog Millionaire | Simon Beaufoy                 | tiểu thuyết của Vikas Swarup    |

Bản mẫu:FFCC Awards Chron